# Рибера, Хуан де
Хуан де Рибера (исп. Juan de Ribera; 20 марта 1532, Севилья — 6 января 1611[…], Валенсия) — католический святой, испанский религиозный деятель, архиепископ и вице-король Валенсии, титулярный патриарх Антиохии (латинский).

## Биография
Из чрезвычайно знатной семьи. Внебрачный сын Педро Афана де Рибера, герцога Алькала, маркиза Тарифа, занимавшего пост вице-короля Неаполя. Воспитывался отцом, так как мать умерла, когда он был ребёнком. Учился в Саламанкском университете, где его учителями были ведущие испанские богословы, такие как Доминго де Сото. В 1557 году был рукоположён в священники. 27 мая 1562, когда Рибере было 30 лет, Папа Пий IV возвел его на кафедру епископа Бадахоса. Там он активно боролся с протестантизмом, влияния которого опасался. 3 декабря 1568 года Хуан де Рибера стал архиепископом Валенсии. Пользовался большим влиянием на короля Филиппа III, который в 1602 году назначил его вице-королём Валенсии, в результате чего Хуан де Рибера совместил в одних руках духовную и светскую власть над городом и провинцией.

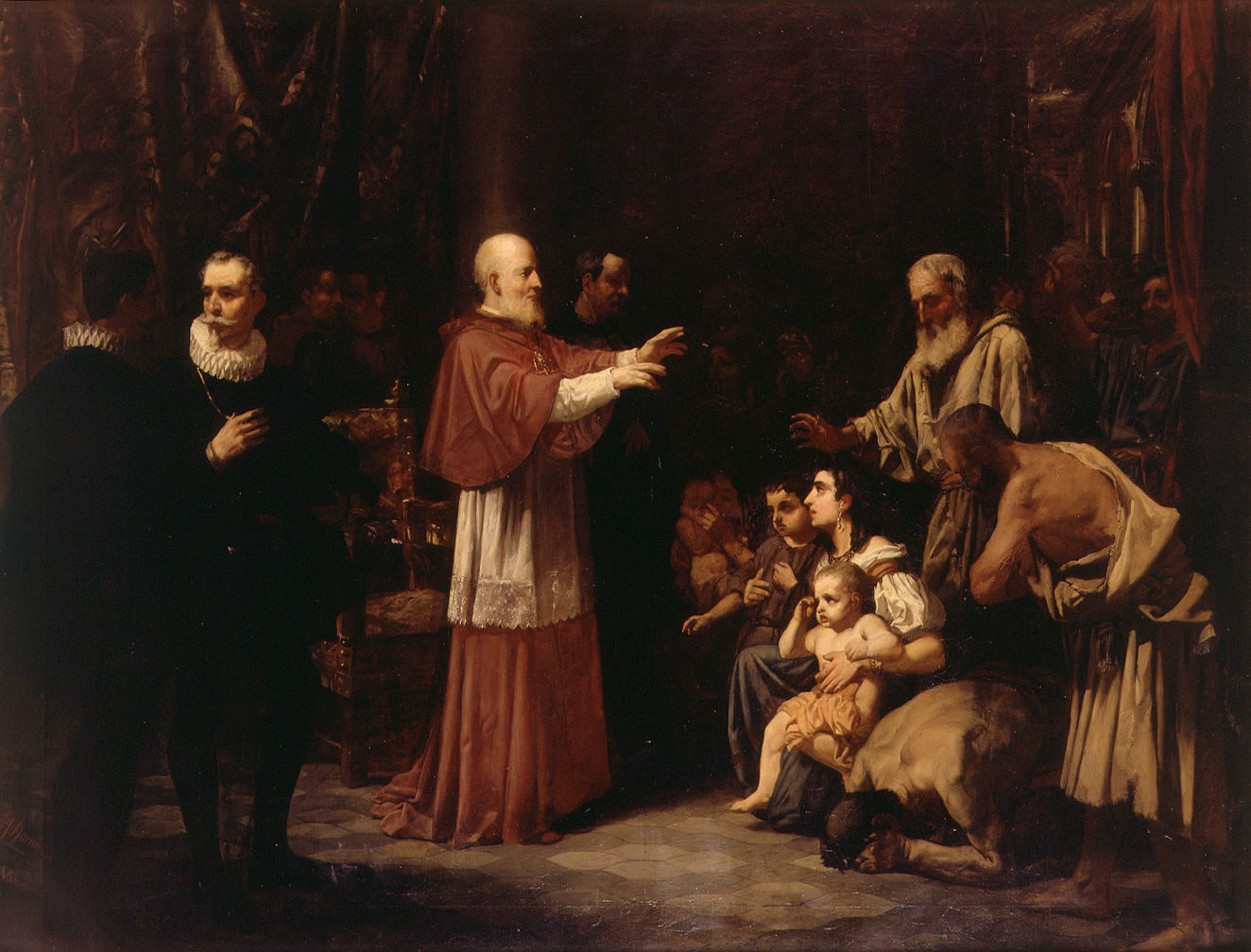
Франциско Доминго Маркес (XIX век). Хуан де Рибера благословляет изгоняемых морисков.

Хуан де Рибера носил также почётный католический титул титулярного патриарха Антиохии. Католический Антиохийский патриархат был создан в эпоху Крестовых походов, когда часть прихожан православного Антиохийского патриархата перешла из православия в католичество. Вскоре после окончания эпохи Крестовых походов, католический патриархат исчез, однако титул патриарха сохранился и присваивался папой отличившимся епископам, пока в 1964 году не был отменён.
В качестве вице-короля и архиепископа Хуан де Рибера основал в Валенсии семинарию Корпус Кристи, в некоторых помещениях которой ныне размещается музей Патриарха, названный в его честь.
Как епископ, Рибера боролся не только с протестантами. Его также чрезвычайно волновала проблема морисков, принявших христианство потомков арабского населения Испании, которых он подозревал (отчасти небезосновательно) в поверхностном и номинальном исповедании христианства, и делал отсюда вывод, что мориски — еретики и предатели. Ассимиляция морисков в испанское общество действительно затягивались, но во многом по вине самих испанцев, которые официально проводили политику дискриминации морисков, запрещая рукополагать их в священники и допускать их к занятию должностей на государственной службе. Негативное отношение окружающего испанского населения подталкивало морисков к заключению браков внутри своей общины, в результате чего они действительно сохраняли значительные особенности в культуре. Кроме того, среди морисков было немало таких, кто и сам не желал ассимилироваться в испанское общество, и, номинально исповедуя христианство, навязанное им силой, в реальности продолжал соблюдать ряд обрядов ислама, практикуя так называемый криптоислам. Тем не менее, мориски приносили немалую экономическую пользу испанскому государству, которое, из-за коррупции и непомерного расточительства переживало в экономическом плане не лучшие времена даже несмотря на огромный поток доходов из колоний в Латинской Америке.

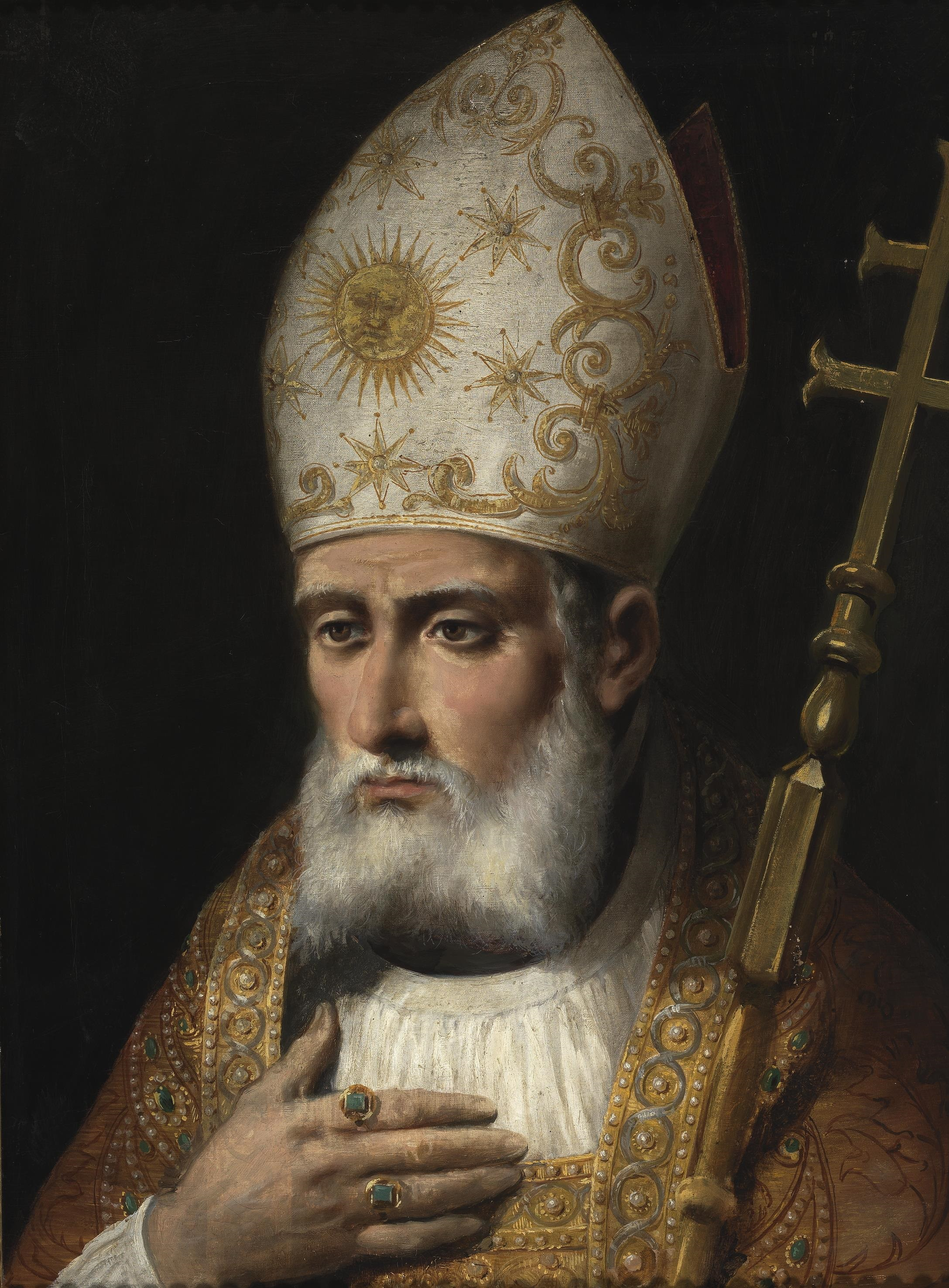
Хуан де Рибера в пожилом возрасте. Картина XIX века из музея Прадо, Мадрид.

Однако Хуана де Риберу не волновали вопросы экономики. Озабоченный огромным числом морисков в Валенсии, где их община была особенно влиятельна, он, вместе с всесильным королевским фаворитом герцогом Лермой убедил короля изгнать морисков из страны. Сам Рибера первоначально предлагал поработить морисков, и использовать их для работы на шахтах и на галерах. Он уверял короля, что тот может поступить так «не опасаясь угрызений своей христианской совести», однако король, видимо, опасался угрызений, и совету Риберы не последовал. Тогда Рибера просил, чтобы при изгнании морисков были отняты и порабощены хотя бы их дети, но и в этом получил отказ.
В конечном итоге изгнание морисков, проходившее с 1609 по 1614 год, состоялась в формате принудительной посадки морисков в испанских портах на корабли, шедшие в Марсель (откуда позже многие из них перебрались в Марокко). Все их недвижимое имущество при этом конфисковывалось, однако движимое они имели право увезти с собой. Дети до 16 лет имели право остаться в Испании, как свободные жители страны, но мало кто из них воспользовался этим правом. Несмотря на краткосрочную экономическую выгоду от конфискаций, акция Лермы и Риберы в долгосрочной перспективе практически разорила некоторые области Испании, и, в особенности, Валенсию.
В своей деятельности Хуан де Рибера был образцовым священником эпохи Контрреформации и воспринимался многими современниками именно так. Когда Рибере было около 40 лет, папа Пий V в своем послании назвал его «lumen totius Hispaniae» («Светоч всея Испании»).
Рибера также сыграл активную роль в канонизации Игнатия Лойолы. Канонизации же самого Риберы предшествовала многовековая полемика, связанная как с изгнанием морисков, так и с предположительной неточностью соблюдения им норм Тридентского собора. Тем не менее, сторонники канонизации Риберы продолжали свои усилия, был издан ряд апологетических биографий. В результате архиепископ Хуан де Рибера был беатифицирован в 1796, а канонизирован в 1960 году папой Иоанном XXIII.